# Saint-Amand-Jartoudeix
Saint-Amand-Jartoudeix település Franciaországban, Creuse megyében. Lakosainak száma 152 fő (2022. január 1.). Saint-Amand-Jartoudeix Montboucher, Saint-Junien-la-Bregère, Saint-Pierre-Chérignat, Saint-Priest-Palus és Sauviat-sur-Vige községekkel határos.

## Népesség
A település népessége az elmúlt években az alábbi módon változott:
| Lakosok száma | 310  | 240  | 236  | 174  | 171  | 172  | 168  | 158  | 156  | 152  |
|               | 1968 | 1982 | 1990 | 2006 | 2013 | 2015 | 2017 | 2019 | 2020 | 2022 |